# Afrikanska mästerskapen i fäktning 2015
Afrikanska mästerskapen i fäktning 2015 arrangerades mellan den 12 och 16 juni 2015 i Kairo i Egypten. Det var den 15:e upplagan av afrikanska mästerskapen i fäktning.

## Medaljörer

### Herrar
| Gren                  | Guld                                                                       | Silver                                                               | Brons                                                                          |
| Värja, individuellt   | Alexandre Bouzaid                                                          | Ahmed El-Saghir                                                      | Ayman Alaa El-Din                                                              |
| Värja, individuellt   | Alexandre Bouzaid                                                          | Ahmed El-Saghir                                                      | Muhannad Saif El-Din                                                           |
| Värja, lag            | Egypten Ahmed El-Saghir Ayman Alaa El-Din Ahmed Nabil Muhannad Saif El-Din | Marocko Abdel-Karim El Haouari Aissam Rami Zacharie Hervé Roger      | Senegal Alexandre Bouzaid Cheikh Omar Diallo Babacar Kadam Bourama Kéba Sagnan |
| Florett, individuellt | Mohamed Ayoub Ferjani                                                      | Roman Djitli                                                         | Tarek Fouad                                                                    |
| Florett, individuellt | Mohamed Ayoub Ferjani                                                      | Roman Djitli                                                         | Mohamed Samandi                                                                |
| Florett, lag          | Egypten Alaaeldin Abouelkassem Marwan Ahmed Tarek Fouad Mohamed Essam      | Tunisien Heythem Bessaoud Mohamed Ayoub Ferjani Mohamed Samandi      | Algeriet Roman Djitli Salim Heroui Yanis Baptiste Mabed Youcef Madi            |
| Sabel, individuellt   | Mohamed Amer                                                               | Yémi Apithy                                                          | Farès Ferjani                                                                  |
| Sabel, individuellt   | Mohamed Amer                                                               | Yémi Apithy                                                          | Hichem Samandi                                                                 |
| Sabel, lag            | Egypten Aly Adel Mohamed Amer Ahmed Amr Ziad El-Sissy                      | Tunisien Amine Akkari Iheb Ben Chaabene Farès Ferjani Hichem Samandi | Senegal Amadou Moustapha Diagne Ibrahima Konté Ahmet M'bodj Abdoulaye Thiam    |

### Damer
| Gren                  | Guld                                                                 | Silver                                                                              | Brons                                                             |
| Värja, individuellt   | Sarra Besbes                                                         | Inès Boubakri                                                                       | Nardin Ehab                                                       |
| Värja, individuellt   | Sarra Besbes                                                         | Inès Boubakri                                                                       | Tamryn Carfoot                                                    |
| Värja, lag            | Tunisien Dorra Ben Jaballah Sarra Besbes Inès Boubakri Maya Mansouri | Sydafrika Juliana Barrett Tamryn Carfoot Giselle Vicatos                            | Egypten Nardin Ehab Salwa Gaber Shirwit Gaber Ayah Mahdy          |
| Florett, individuellt | Inès Boubakri                                                        | Noura Mohamed                                                                       | Yara El-Sharkawy                                                  |
| Florett, individuellt | Inès Boubakri                                                        | Noura Mohamed                                                                       | Anissa Khelfaoui                                                  |
| Florett, lag          | Tunisien Dorra Ben Jaballah Sarra Besbes Inès Boubakri Maya Mansouri | Algeriet Amira Rouibet Narimene El-Houari Anissa Khelfaoui Khadidja Zerabib         | Egypten Yara El-Sharkawy Noura Mohamed Noha Wasfy Aida Yasser     |
| Sabel, individuellt   | Azza Besbes                                                          | Amira Ben Chaabane                                                                  | Maryam El-Sawy                                                    |
| Sabel, individuellt   | Azza Besbes                                                          | Amira Ben Chaabane                                                                  | Héla Besbes                                                       |
| Sabel, lag            | Tunisien Amira Ben Chaabane Azza Besbes Héla Besbes Yosra Ghrairi    | Egypten Mennatalla Ahmed Yasser Maryam El-Sawy Nada Hafez Nour Montaser Hassaballah | Algeriet Sonia Abdiche Abik Boungab Nedjma Djouad Amira El-Hafaia |

## Medaljtabell
*   Värdland ( Egypten)
| Nr                  | Nation              | Guld | Silver | Brons | Totalt |
| ------------------- | ------------------- | ---- | ------ | ----- | ------ |
| 1                   | Tunisien            | 7    | 4      | 4     | 15     |
| 2                   | Egypten*            | 4    | 3      | 8     | 15     |
| 3                   | Senegal             | 1    | 0      | 2     | 3      |
| 4                   | Algeriet            | 0    | 2      | 3     | 5      |
| 5                   | Sydafrika           | 0    | 1      | 1     | 2      |
| 6                   | Benin               | 0    | 1      | 0     | 1      |
| 6                   | Marocko             | 0    | 1      | 0     | 1      |
| Totalt (7 nationer) | Totalt (7 nationer) | 12   | 12     | 18    | 42     |